# Ramiro Guzmán
Ramiro Guzmán Zuluaga (25 de septiembre de 1972, Montevideo) es un escritor uruguayo.

## Biografía
Ramiro Guzmán de muy niño desarrolló la vocación de artista, estimulado por su madre. A los nueve años ganó un concurso de cuentos escritos por niños, organizado por la Biblioteca Nacional de Uruguay. Ese cuento se titulaba "La huida", y hablaba de lápices que huían de su dueño. Después, con once años, volvió a ganar ese concurso con su cuento "la experiencia de una vela", que el escritor sigue considerando su mejor cuento. En 1988, con dieciséis años, publica su primer libro: "La leyenda de los eoeses".
Ha publicado más de treinta libros. Después, Ramiro se acercó a la música, apoyado por Jaime Roos. Así editó el disco Ruina Amada, en el que participaron Mario Villagrán, Hugo Fattoruso, Nicolás Molla, Luis Restuccia, Fernando Cabrera, Jorge Nasser y Samantha Navarro. Animado por su amigo español Enrique Rojas, Ramiro empezó a pintar, construyendo su casa museo en la calle Constituyente 1823 de Montevideo.Actualmente conduce el programa “Los pájaros saben mundo” junto con Claudio Basualdo, un espacio cultural que se emite por Radio Fénix, en Montevideo.

## Obra

### Discografía
- Ruina Amada (con Mario Villagrán, Luis Restuccia, Hugo Fattoruso, Fernando Cabrera, Jorge Nasser, Nicolás Molla y Samantha Navarro)
- Obdulio
- Ley Ginebra (con el músico español Miguel Dantart)
- Ramiro Guzmán - Hugo Fattoruso (con Hugo Fattoruso)
- Bares Almad (con Eduardo Sábat en dinarra y Hugo Fattoruso)
- Universalia (con Hugo Fattoruso)
- Hada Madrina (con Leonardo Figuera)
- Kibalionando (Ramiro Guzmán y el invencible séndicos)
- Dos doncellas rugen (con su banda Freno Advertial: Stephanie Messano, Claudio Basualdo, Jorge Abreu, Fernando Valls, Andrés Titakis)
- Amarte en esta tierra (con Mario Villagrán)
- La llegada de Yamené (con Nacho Ibarlucea)
- Una Larga Herida en el Corazón de Dios (con Hugo Fattoruso y Pobvio Syndombe)
- Atrás del ser y el soñarás (con su banda Freno Advertial y la participación especial de su hijo Agustín Guzmán Stanoff)

## Premios y reconocimientos recibidos
- Concurso de biblioteca nacional (1982 y 1984)
- Premiado por el Ministerio de Educación y Cultura de Uruguay por su novela "Espuma" (1993)
- Nominado a joven sobresaliente (1999)
- Premio integración (2007)
- Primera bienal internacional de arte contemporáneo de Argentina donde participaron ciento cincuenta artistas de 19 países desde el 3 al 10 de octubre de 2012 entre ellos estuvo Ramiro Guzmán
- Por su obra "Siempre hacia adelante" Ramiro Guzmán recibe la siguiente mención especial en Arte Punta 2013 Maldonado Uruguay
- Participación en un homenaje a Vallejo (Año 2012 Isla Negra Chile)
- En agosto de 2013 es invitado a participar del encuentro “Horacio en palabras” realizado  en Ecuador, donde visitó varias ciudades de la  provincia de Manabí. Cerrando la gira en Quito.
- Exposición en la casa de San Luis en Buenos Aires - Premio Asociación ADAPI a la creatividad - Asociación de Artistas Plásticos Internacionales, mayo de 2014
- En abril de 2016 recibe en la sala Mario Benedetti de Montevideo Uruguay el premio cultural de ICN Diario

### Teatro
- No matarás

### Exposiciones
- Quererte es el vuelo
- Mercado de la Abundancia
- Museo del Azulejo
- El bigbang y los pinceles de Madrid ( en su casa-museo)
- Exposición compartida en el Centro Cultural Borges
- Anuario Latinoamericano de las Artes Plásticas (Anexo del Palacio Legislativo Montevideo Uruguay)
- En noviembre de 2013 es invitado a participar del octavo anuario de arte argentino con artistas internacionales que se llevó a cabo en el Palacio San Martín de Buenos Aires donde recibe un reconocimiento muy importante por una de sus obras
- Exposición en la casa de San Luis en Buenos Aires mayo 2014